# Lopaphus srilankensis
Lopaphus srilankensis is een insect uit de orde Phasmatodea en de  familie Diapheromeridae. 